# Шагієв Абдулла Файзурахманович
Абдулла Файзурахманович Шагієв (тат.Абдулла Фәйзрахман улы Шаһиев, нар. 23 лютого 1907 — 4 травня 1993) — татарський радянський військовослужбовець, учасник Другої світової війни, Герой Радянського Союзу, кулеметник 58-го гвардійського кавалерійського полку 16-ї гвардійської кавалерійської дивізії, гвардії сержант.

## Біографія
Народився 23 лютого 1907 року в Уральську, нині Західно-Казахстанської області Республіки Казахстан.
У 1929—1931 роках В Червоній Армії. У вересні 1941 року знову покликаний в Червону Армію. Учасник битви під Сталінградом.
Відзначився при форсуванні Дніпра. 3 жовтня 1943 року переправився на правий берег в Гомельській області Білорусі. Протягом двох годин утримував позицію.
Указом Президії Верховної Ради СРСР від 15 січня 1944 року за зразкове виконання бойового завдання командування в боротьбі з загарбниками і проявлені при цьому мужність і героїзм гвардії сержантові Шагієву Абдуллі присвоєно звання Героя Радянського Союзу з врученням ордена Леніна і медалі «Золота Зірка».
Указом Президії Верховної Ради СРСР від 2 січня 1959 року Шагиев Абдулла позбавлений звання Героя Радянського Союзу і всіх нагород через розкрадання на складі, де він працював.
Указом Президента Російської Федерації від 3 квітня 1992 року Шагієв Абдулла Файзурахманович відновлений в правах на звання Герой Радянського Союзу, орден та медалі.
Помер 4 травня 1993 року.
Нагороджений орденами Леніна, Вітчизняної війни 2-го ступеня, медалями.